# Беннон, Энн
Энн Беннон, наст. имя Энн Уэлди (англ. Ann Bannon, 15 сентября 1932, Джолиет, Иллинойс, США) — американская писательница и педагог.

## Жизнь и творчество
Детство и юность Э. Уэлди прошло в городе Хинсдейл (штат Иллинойс), где она воспитывалась матерью и отчимом. Училась в Иллинойсском университете, где изучала литературу. В 1957—1962 годах Э. Уэлди, под псевдонимом Энн Беннон, пишет пять романов, объединённых в серию Хроники Бебо Бринклер (The Beebo Brinkler Chronicles), в которых действующими лицами являются женщины с явно выраженными лесбийскими характерами. В 1962 году Э. Беннон заканчивает свою писательскую деятельность и продолжает обучение сперва в Калифорнийском университете в Сакраменто, а затем — в Стэнфордском университете, где ей присваивается учёная степень доктора лингвистики. Позднее она преподавала английский язык в Калифорнийском университете.
В 1954 году Э.Беннон выходит замуж и, в начале 1980-х годов, после 27 лет супружеской жизни, разводится со своим супругом.
В вышедшем в 1984 году документальном фильме Джона Скальотти Перед каменной стеной (Before Stonewall) используются произведения Э.Бэннон, равно как и в канадском документальном фильме «Запретная любовь: Бесстыдные истории из жизни лесбиянок» (Forbidden Love: The Unashamed Stories of Lesbian Lives). Книгам Э.Беннон неоднократно присуждались различные литературные премии. В 2001 году собрание её произведений было переиздано.

## Романы Э.Бэннон
- Odd Girl Out, 1957
- I Am a Woman, 1959
- Women in the Shadows, 1959
- Journey to a Woman, 1960
- Beboo Brinker, 1962